# Олигофренопедагогика
Олигофренопедагогика — отрасль дефектологии, изучающая проблемы воспитания и обучения умственно отсталых людей и вопросы их социальной реабилитации.

## История олигофренопедагогики в России
История оказания помощи детям с нарушениями интеллектуального развития распадается на три периода: до Октябрьской революции, в СССР и в настоящее время. Всемирный день олигофренопедагогики традиционно отмечается 20 ноября.
До Октябрьской революции общественность в лице философов, мыслителей, медиков и педагогов высказывалась за осуществление мероприятий по лечению и воспитанию слабоумных. Особо значимыми были взгляды А. И. Герцена, В.Г Белинского, Н. Г. Чернышевского, Н. А. Добролюбова. В 1854 году в Риге доктор Фридрих Пяльц открыл лечебно-педагогическое заведение для малоспособных, слабоумных и идиотов. В дальнейшем оно было преобразовано в пансионат для эпилептиков и слабоумных. Огромную роль в развитии олигофренопедагогики сыграли врачи-психиатры В. И. Яковенко, И. Г. Игнатьева, П. И. Ковалевский. Известный специалист в области изучения и воспитания умственно отсталых детей П. И. Ковалевский указывает на недостаточность той помощи, которую оказывают общественные учреждения умственно отсталым детям.

«В настоящее время вся земская Россия устроила своих несчастных душевно-больных вполне правильно и вполне рационально, — административная в медицинском отношении Россия тоже понемногу берётся за это дело. В числе находящихся там душевно-больных, несомненно, много идиотов, которые нашли себе приют, корм, тишину и спокойствие. От них избавили общество и их избавили от общества. Но тем дело и ограничилось. Это балласт заведений, питающийся и ничего не делающий. Это существа, только берущие от общества, но ничего не дающие ему хорошего… Было бы желательно пробудить в этой материи, в этой массе вещества силу и энергию, оживить её, одухотворить и направить на дело.»

Известный деятель в области обучения и воспитания умственно отсталых детей Е. К. Грачёва отмечает вредность для общества игнорирования важности обучения и воспитания в помощи детям:

«Одно призрение создаёт лишь паразитов общества: лентяев, содержание которых стоит весьма дорого.»

В одном из первых в России медико-педагогическом заведении для умственно отсталых детей, которое открыл в 1882 г. И. В. Малеревский, воспитательные влияния были направлены на адаптацию детей к будущей жизни посредством привития им трудовых умений. Заведение И. В. Малеревского существовало 20 лет (с 1882 по 1903 гг.) Оно выпустило 401 воспитанника обоих полов. В заведение принимались дети с разной степенью умственной отсталости: от самой тяжёлой до относительно лёгкой. Воспитанники делились на 2 отделения: старшее воспитательное отделение обучалось по программе средних учебных заведений и знакомилось с каким-нибудь ремеслом; в младшее отделение входили дети с более тяжёлыми формами умственной отсталости, они занимались исключительно физическим трудом. Ключевое значение в заведении придавалось занятиям физическим трудом на свежем воздухе. Летом воспитанники переезжали на сельскохозяйственную ферму, на которой они занимались разнообразными работами, которые позволяли частично обеспечить их пропитание.
По данным В. П. Кащенко за 20 лет заведение добилось следующих результатов:

«Из 139 восп. старшего отделения совершенно исправилось 72, значительно улучшились 48; 59 чел. поступило в среднеучебное заведение. Из 115 восп. младшего отделения вполне оправились 34, сдано на попечение родителей 41. Остальные без перемены.»

Большое значение придавалось подготовке детей с интеллектуальными нарушениями к самостоятельной жизни посредством трудовой деятельности в учреждениях для умственно отсталых детей под руководством Е. К. Грачёвой. Можно сделать вывод о том, что к моменту глобальных социально-экономических изменений, произошедших в результате революции 1917 г., в России были сформулированы основные положения, которые открыли путь к новому этапу развития олигофренопедагогики. Среди этих положений: необходимость трудового воспитания как основы для интеграции детей с отклонениями в общество нормально развивающихся, приобщение детей к творчеству; повсеместное использование индивидуального подхода.
В советский период была создана дифференцированная сеть учреждений для образования умственно отсталых детей. Развития олигофренопедагогики в советский период определялось фундаментальными работами, среди которых: Ерёменко И. Г. «Организация учебной деятельности учащихся вспомогательной школы на основе повышения их познавательной активности»; Лаужикас Й. П. «Очерки по воспитанию воли учащихся (на материале исследования развития и воспитания воли учащихся младших классов вспомогательной школы)»; Грошенков И. А. «Изобразительная деятельность, как средство воспитания и развития учащихся вспомогательной школы»; Карвялис В. Ю. «Социально трудовая адаптация выпускников специальных школ (на материале Литовской ССР)»; Перова М. Н. «Методика преподавания математики во вспомогательной школе»; «Дмитриев А. А. Педагогические основы коррекции двигательных нарушений у учащихся вспомогательной школы в процессе физического воспитания».
В Российской Федерации исследования в области дефектологии осуществляются в Научно-исследовательском институте коррекционной педагогики АПН РФ. Проблемы научных исследований, опыт обучения детей с нарушениями развития освещаются в журнале «Дефектология».

## Причины нарушения интеллекта
1. Причины эндогенного происхождения
- Хромосомные. Изменения хромосомной структуры или числа хромосом называют хромосомными аберрациями. Хромосомные нарушения составляют около 1—1,8 % всех наследственных заболеваний и наблюдаются у 5—8 % детей, страдающих психическими заболеваниями. Типичным и широко известным хромосомным нарушением является синдром Дауна или трисомия по 21 хромосоме, который составляет около 13 % всех хромосомных заболеваний и редко бывает наследуемым. Всего описано около 300 различных хромосомных аберраций, и этот список постоянно пополняется. На появление хромосомных нарушений влияют радиоактивное излучение и другие виды излучений, отравляющие химические вещества, в том числе некоторые лекарственные препараты, вирусные инфекции.
- Генные. Большую группу наследственных нарушений составляют генные аберрации. Их в настоящее время известно около 2000, и ежегодно этот список пополняется учёными-генетиками. Генные аберрации могут вызвать как психические, так и физические нарушения. Их последствием могут быть нарушения интеллекта разной степени выраженности. Известно около 30 генных заболеваний, из-за которых нарушается развитие скелета, около 20 форм глухоты. В отличие от большинства хромосомных нарушений, которые всегда проявляются при рождении ребёнка, первые признаки наследственных генных заболеваний выявляются в любом возрасте. Особую группу наследственных заболеваний составляют ферментопатии, во время которых из-за недостаточности отдельных ферментов повреждаются некоторые биохимические процессы в организме. Рядом с соматической патологией часто развивается слабоумие. В этой группе хорошо исследовано заболевание фенилкетонурия, при котором ребёнок значительно отстаёт в развитии.[1].

2. Причины экзогенного происхождения
- Пренатальные (дородовые)
- Родовые (во время родов)
- Постнатальные (послеродовые)

К нарушениям чаще приводят инфекции (краснуха), интоксикации (прием алкоголя), травмы.
В данной группе нарушения появляются из-за отрицательного воздействия среды. Они могут быть врождёнными или приобретёнными. Большую группу нарушений вызывают неблагоприятные факторы, действующие на организм в период развития плода. Неблагоприятные воздействия на плод в период от 3 до 10 недель развития могут быть причинами формирования грубых пороков развития нервной системы. В том случае, если нарушения возникают на более поздних этапах развития, выраженность дефекта может варьироваться в разной степени: от грубого нарушения функции или её полного отсутствия до лёгкой задержки темпа развития.

## Классификация интеллектуальных нарушений
- В настоящее время в практической работе психиатры используют международную классификацию (МКБ-10) по степени глубины интеллектуального дефекта.
- Умственная отсталость подразделяется на формы:
  - лёгкую (IQ в пределах 50—69),
  - умеренную (IQ в пределах 35—49),
  - тяжёлую (IQ в пределах 20—34),
  - глубокую (IQ ниже 20)

## Объект олигофренопедагогики
Объектами олигофренопедагогики являются воспитание, обучение и социальная адаптация детей и подростков с нарушениями интеллекта.

## Предмет олигофренопедагогики
Олигофренопедагогика является педагогической наукой. Предметом олигофренопедагогики является теория и практика обучения, воспитания, социальная адаптация и реабилитация, интеграция в социум школьников с нарушениями интеллекта.

## Задачи олигофренопедагогики
1. раскрытие значения воспитания в коррекционном развитии умственно отсталого ребёнка;
2. изучение закономерностей психического развития умственно отсталых;
3. разработка содержания методов, приемов, средств обучения и воспитания людей, страдающих нарушениями интеллекта и организация их жизни в специальных учреждениях.

## Учебные заведения
Специалистов по олигофренопедагогике готовят:

### Россия
- Волгоградский государственный социально-педагогический университет
- Иркутский Государственный Университет Педагогический институт
- Крымский инженерно-педагогический университет
- Курганский государственный университет (КГУ)
- Курский государственный университет (КГУ)
- Московский государственный гуманитарный университет им. М. А. Шолохова
- Московский педагогический государственный университет (МПГУ)
- Омский государственный педагогический университет
- Саратовский государственный университет имени Н. Г. Чернышевского[2]
- Челябинский государственный педагогический университет
- Чувашский государственный педагогический университет имени И. Я. Яковлева[3]

### Белоруссия
- Витебский государственный университет.